# Селивёрстова, София Памфиловна
София Памфиловна Селивёрстова (17 сентября 1871, село Изнаир, Сердобский уезд, Саратовская губерния — 28 февраля 1938, Бутовский полигон) — святая Русской православной церкви, преподобномученица. Память совершается 26 января (8 февраля) (Собор святых новомучеников и исповедников Российских) и 15 (28) февраля.

## Биография
Родилась в крестьянской семье. Осиротела в возрасте 10 лет, воспитывалась в приюте в селе Краюшкино. Община, при которой был приют, была учреждена монастырём. В нём она прожила до 20-летнего возраста. В 1891 году приехала в Санкт-Петербург, работала прислугой, обучалась рисованию.
В 1898 году познакомилась с монахиней московского Страстного монастыря, которая порекомендовала её игуменье. София переехала в Москву и стала послушницей Страстного монастыря. В 1926 году монастырь закрыли, и София вместе с пятью его монахинями в 1927 году поселилась в подвальном помещении по Тихвинской улице. В ноябре 1937 года монахини были арестованы, но София, не находившаяся в тот момент дома, избежала ареста.
Софию арестовали 22 февраля 1938 года по обвинению в контрреволюционной агитации. Виновной себя не признала. Тройкой при УНКВД СССР по Московской области приговорена к расстрелу. Приговор был приведён в исполнение 28 февраля 1938 года на Бутовском полигоне.
Канонизирована для общецерковного почитания Определением Священного синода Русской православной церкви от 22 февраля 2001 года по представлению Московской епархии.